# Hiroshi Shiibashi
Hiroshi Shiibashi Shiibashi Hiroshi (椎橋寛, nascut el 6 de juny de 1980, a Suita, Osaka, Japó) és un mangaka japonès conegut pel seu manga Nurarihyon no Mago.

## Obres
- Nurarihyon no Mago[2]